# خانه‌یابی نوزادی
خانه‌یابی نوزادی (به انگلیسی: Natal homing) یا میهن‌دوستی نوزادی (به انگلیسی: Natal philopatry)، فرآیندی است که طی آن برخی از جانوران بالغ برای تولیدمثل به زادگاه خود بازمی‌گردند. این فرایند در درجه نخست توسط جانوران آبزی مانند لاک‌پشت‌های دریایی و ماهی قزل‌آلا در اقیانوس آرام استفاده می‌شود. دانشمندان بر این باورند که نشانه‌های اصلی مورد استفاده توسط جانوران، نشانه‌های زمین‌مغناطیسی و نشانه‌های بویایی است. مزایای بازگشت به محل دقیق تولد جانور ممکن است تا اندازه زیادی با ایمنی و مناسب بودن آن به عنوان یک مکان زادآوری مرتبط باشد. هنگامی که پرندگان دریایی، مانند طوطی‌دریایی اقیانوس اطلس، به کلنی تولیدمثل خود، که بیشتر در جزایر هستند، بازمی‌گردند، از آب و هوای مناسب و کمبود شکارچیان مستقر در خشکی مطمئن می‌شوند.